# Alexandre I de Kakhètia
Alexandre I fou rei de Kakhètia del 1476 al 1511. Nascut el 1445 era el fill gran de Jordi I de Kakhètia (VIII de Geòrgia). Associat al tron el 1460 va succeir al pare 1476 i aviat va acceptar la sobirania otomana. Geòrgia el va reconèixer com a independent el 1490. Es va casar abans del 23 de gener del 1479 amb Anna Tinatina, filla de Beena Irubakidze Xolokashvili, príncep de Satxolakao. Va ser assassinat pel seu fill Jordi el 27 d'abril de 1511. L'assassí el va succeir.